# Strigocis opacicollis
Strigocis opacicollis es una especie de coleóptero de la familia Ciidae.

## Distribución geográfica
Habita en el Este de América del Norte y México.